# Мирко Топич
Мирко Топич (серб. Мирко Топић / Mirko Topić, нар. 5 лютого 2001, Новий Сад) — сербський футболіст, півзахисник клубу «Воєводина».

## Клубна кар'єра
Вихованець клубу «Воєводина». 12 травня 2019 року дебютував у першій команді, замінивши Неманю Милоєвича на 64-й хвилині у домашній грі Суперліги проти «Партизану» (1:2).

## Виступи за збірну
Залучався до складу юнацьких збірних Сербії різних вікових категорій. 15 листопада 2019 року дебютував у складі молодіжної збірної Сербії в грі проти однолітків з Естонії.

## Титули і досягнення
- Володар Кубок Сербії (1):

«Воєводина»: 2019-20